# Li Jiaman
Li Jiaman (en chino: 李佳蔓; Pekín, 18 de agosto de 1997) es una deportista china que compite en tiro con arco, en la modalidad de arco recurvo. Participó en los Juegos Olímpicos de París 2024, obteniendo una medalla de plata en la prueba de equipo (junto con An Qixuan y Yang Xiaolei).

## Palmarés internacional
| Juegos Olímpicos | Juegos Olímpicos | Juegos Olímpicos | Juegos Olímpicos |
| Año              | Lugar            | Medalla          | Prueba           |
| ---------------- | ---------------- | ---------------- | ---------------- |
| 2024             | París (Francia)  | Medalla de plata | Equipo           |